# Liste de skateparks à La Réunion
Liste des skateparks situés sur l'île de La Réunion

## Nord
- Sainte-Suzanne : Park du Bocage.
- Sainte-Marie : Park de Bois Madame et pump track
- La Possession

### Saint-Denis
- Skatepark du Bas de la Rivière.
- Bowl de Champ Fleuri : carte : inauguré en 2014. Skatepark le plus grand de l’île.
- Park de Saint-François : enlevé
- Park de la Montagne piscine
- Park du Ruisseau-Blanc à la Montagne

## Ouest
- Plateau Caillou
- La Saline les Bains à Saint-Paul[1]
- Saint-Leu
- L'Étang-Salé
- Saint-Louis enlevé
- Les Avirons
- Trois Bassins en projet

## Sud
- Bowl de Saint-Pierre et Grand Bois Pump track
- Ravine des Cabris
- Trois-Mares du Tampon : enlevé
- Half-pipe de Bras Creux
- Half-pipe de la Plaine des Cafres : enlevé
- Saint-Joseph
- Petite île Saint Joseph
- Saint-Philippe en cours
- Cilaos  skatepark et Pump Track
- l'Entre Deux en projet

## Est
- Salazie bowl+street.
- Bras-Panon Pump track Berge de la Rivière
- Ludo Park, Saint-Benoît projet de futur skatepark
- Sainte-Rose enlevé
- Saint André : Skate park du colosse et Skatepark Sarda Garriga,  Saint - André